# Попичук, Дмитрий Георгиевич
Дмитрий Георгиевич Попичук (род. 15 ноября 1939 года, Магала) — украинский исполнитель на народных инструментах (цимбалы и другие). Заслуженный деятель искусств Украины (1993). Народный артист Украины (1998).

## Биография
Дмитрий Георгиевич Попичук родился 15 ноября 1939 года в селе Магала (ныне в Черновицкой области Украины). В 1963 году окончил Киевскую консерваторию (ныне Национальная музыкальная академия Украины имени П. И. Чайковского по классу педагога Марка Гелиса. Это был первый выпуск консерватории по классу цимбал. Долгие годы Дмитрий Георгиевич работал в консерватории преподавателем, воспитал целую плеяду музыкантов (среди них народный артист Украины Георгий Агратина).
С 1959 года работал солистом Ансамбля песни Гостелерадио УССР, Государственного украинского хора имени Григория Веревки. С 1992 года работает дирижёром оркестровой группы в Государственной капелле бандуристов Украины (ныне Национальная заслуженная капелла бандуристов Украины имени Георгия Майбороды). Художественный руководитель фольклорного ансамбля «Казаки».

## Награды и звания
- Заслуженный деятель искусств Украины (26 ноября 1993 года) — за значительный личный вклад в развитие музыкального искусства и культуры, высокое профессиональное мастерство[1].
- Народный артист Украины (8 октября 1998 года) — за весомый личный вклад в развитие национального искусства, весомые творческие достижения[2].